# کاتلین بیکر
کاتلین بیکر (انگلیسی: Kathleen Baker؛ زادهٔ ۲۸ فوریهٔ ۱۹۹۷) شناگر اهل ایالات متحده آمریکا است.
از افتخارات او می‌توان به کسب مدال نقره شنا ۱۰۰ متر کرال پشت زنان در بازی‌های المپیک تابستانی ۲۰۱۶ اشاره کرد.